# Alejandra, mon amour
Alejandra, mon amour  es una película cómica hispano-argentina dirigida por Julio Saraceni y estrenada en España el 24 de diciembre de 1979 y en Argentina el 29 de mayo de 1980, con la participación de Manolo Escobar y Miguel Gila, entre otros artistas. Tuvo los nombres alternativos de Operación Comando y Contacto en Argentina. 

## Argumento
La famosa esmeralda Alejandra es robada. El ladrón aprovecha la presencia de un cantante para esconder la joya en su tarro de maquillaje. A partir de ese momento se dedicará a seguir al cantante con la esperanza de recuperar su botín. Pero una chica y su tío, detective aficionado, han visto el robo y también le siguen, con los malentendidos que ello originará.

## Reparto
- Manolo Escobar
- María de los Ángeles Medrano
- José Sazatornil
- Chelo Rodríguez
- Adolfo García Grau
- Don Pelele
- Tincho Zabala
- Javier Portales
- Charlie Díez Gómez
- Mario Sapag
- Tono Andreu
- Miguel Gila
- Mario Savino
- Roberto Bordoni
- Tulio Loza
- Marita Ballesteros